# J. Lancaster & Son
La J. Lancaster & Son è stata una società di attrezzature fotografiche di Birmingham, fondata nel 1832 quando James Lancaster iniziò con uno studio di ottica per la produzione di occhiali, microscopi e telescopi.
L'azienda, nacque prima della scoperta della fotografia. Nei primi anni del XX secolo l'azienda venne gestita dal figlio William e si trasformò in J. Lancaster & son, LTD. trenta anni dopo la morte del fondatore James, nel 1955, l'azienda cessò definitivamente l'attività.

## Storia

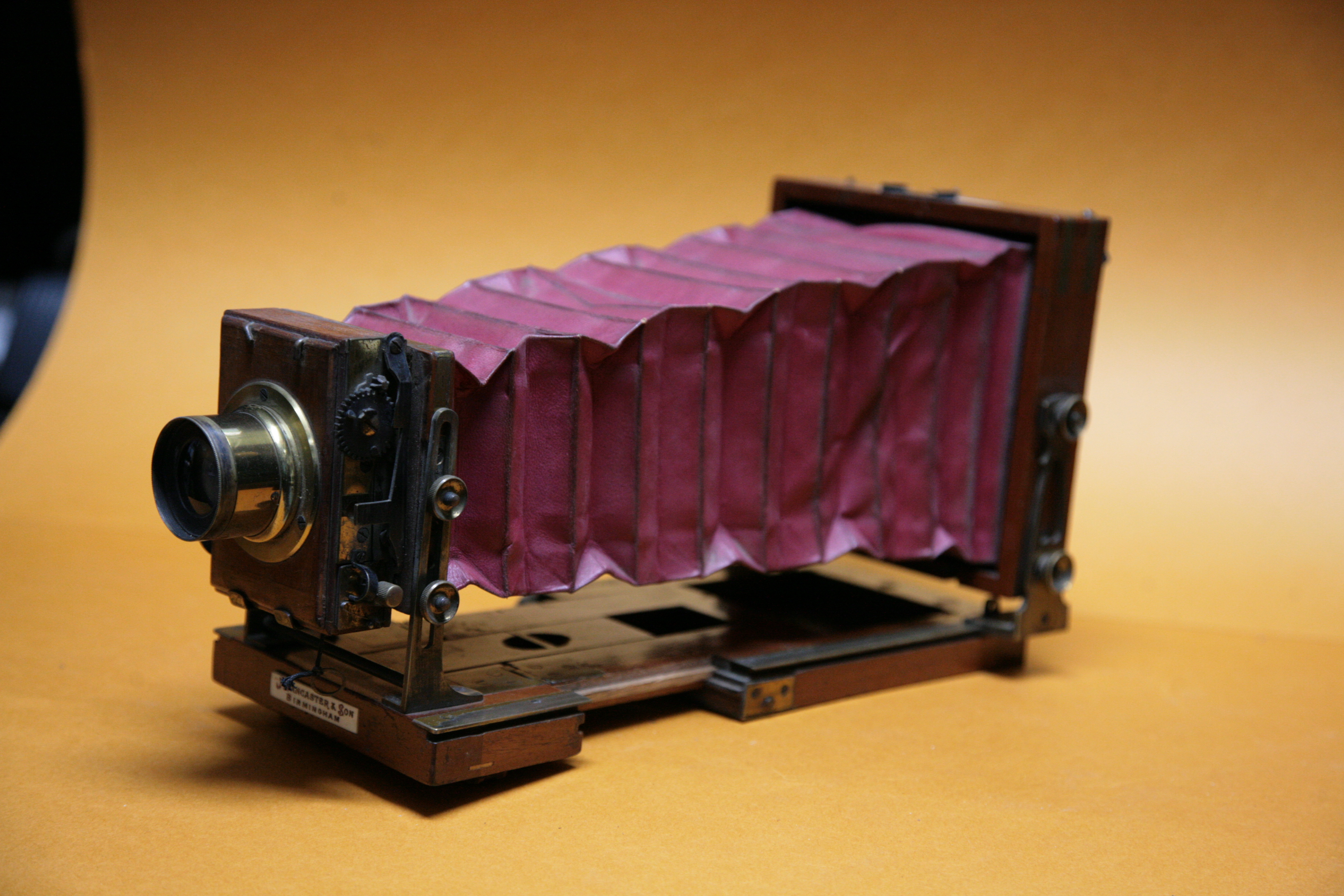
Mod. Special Istantograf del 1892 fotocamera in legno, con parti metalliche, montature degli obiettivi comprese, in ottone

Nel 1874 l'Azienda produsse la prima fotocamera di tipo tascabile detta da campagna.
I modelli prodotti negli anni sono:
- Amateur Camera
- Carte de visite Camera
- Copy Camera
- Extra Special
- Field Camera
- Gem Apparatus del 1880
- Instantograph (Aluminum)
- Instantograph (Brass)
- Instantograph (early) del 1882
- International Patent
- International Patent (Field)
- Kamret (1/4 plate) del 1900
- Kamret (4.5x6)
- Kamrex
- Kamrex No.4
- Kapawl
- Ladies Camera
- Ladies Gem Camera
- Ladies Handbag
- Medaillon-Camera
- Meritoire del 1882
- Meritoire Stereo del 1891
- Merveilleux del 1882
- Merveilleux Stereo
- Omnigraph
- Portable Instantograph
- Postage Stamp Camera
- Rapid-Reisekamera (Field Camera)
- Rover del 1892
- Royal Instantograph
- Special Brass Bound Instantograph
- Special Instantograph
- Special Tailboard Camera
- Stereo Instantograph del 1891
- Stopit No.1
- Stopit No.2
- Stopit No.3
- Watch camera del 1886
- Watch camera (replica)